# Notasulga
Notasulga is een plaats (town) in de Amerikaanse staat Alabama, en valt bestuurlijk gezien onder Lee County en Macon County.

## Demografie
Bij de volkstelling in 2000 werd het aantal inwoners vastgesteld op 916.
In 2006 is het aantal inwoners door het United States Census Bureau geschat op 843, een daling van 73 (-8,0%).

## Geografie
Volgens het United States Census Bureau beslaat de plaats een oppervlakte van
36,1 km², waarvan 36,0 km² land en 0,1 km² water. Notasulga ligt op ongeveer 156 m boven zeeniveau.

## Geboren
- Zora Neale Hurston (1891-1960), schrijfster, antropologe, folkloriste

## Plaatsen in de nabije omgeving
De onderstaande figuur toont de plaatsen in een straal van 24 km rond Notasulga.